# イマジン (アルバム)
『イマジン』(英語: Imagine)は、1971年発表のジョン・レノンのアルバム。全英・全米、日本オリコン総合チャートともに1位を記録したレノンにとって最大のヒット作である。
『ローリング・ストーン誌が選ぶオールタイム・グレイテスト・アルバム500』においては、80位にランクインしている。

## 解説

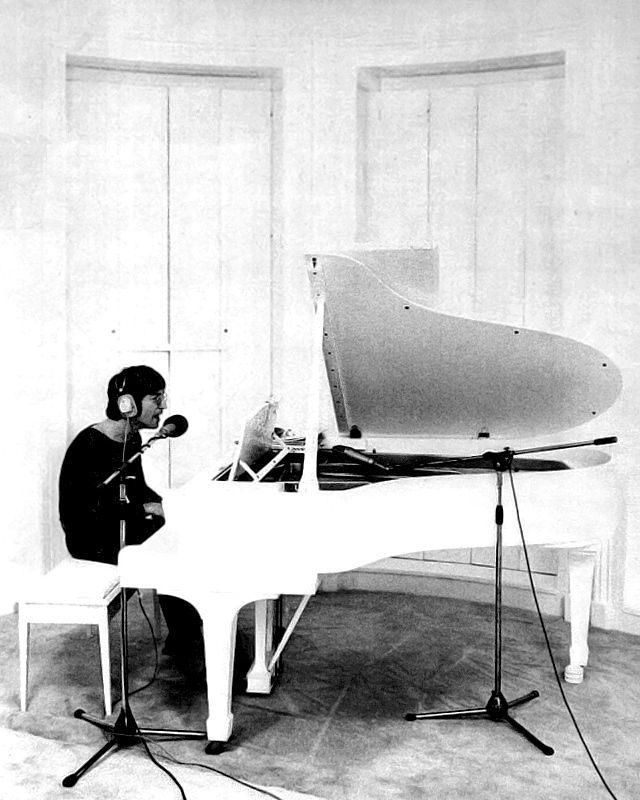
ジョン・レノン（1971年）

レコーディングは、1971年の5月24日からロンドン郊外のアスコット・サウンド・スタジオにて行われた。「イッツ・ソー・ハード」と「兵隊にはなりたくない」の2曲は、同年2月に同スタジオでレコーディングが行われている。
レコーディングには、キーボーディストのニッキー・ホプキンス、ベーシストのクラウス・フォアマン、ドラマーのアラン・ホワイト、ジム・ゴードン、また、レノンと同様元ビートルズのメンバーであるギタリストのジョージ・ハリスンらが参加。また、このセッションで「あいすません」、カバー曲である「サンフランシスコ・ベイ・ブルース」、後にリンゴ・スターに提供する楽曲「アイム・ザ・グレーテスト」のデモ音源が録音された。
その後、レノンとオノは同年7月3日にニューヨークへ赴き、レコード・プラント・スタジオにてレコーディングを再開した。このスタジオではオーバーダブが主に行われ、キング・カーティスによるサックス、ニューヨーク・フィルハーモニックによるストリングスも本スタジオでレコーディングされている
レコーディングの映像は撮影されており、1972年に制作されたイメージ映像集「IMAGINE」、2000年の映画「ギミ・サム・トゥルース」では本作のセッション及びレコーディング映像が公開された。
2000年には最新リミックス&リマスタリングを施した『イマジン ~ミレニアム・エディション~』が発売された。
2018年10月12日には、『イマジン：アルティメイト･コレクション』と題し、2018年最新のリマスタリングとリミックスを施し、デモやセッション時の未公開音源、アウトテイク、Blu-ray Discが追加したバージョンが発売となった。

## 収録曲
All songs written by John Lennon, except "Oh My Love" by Lennon and Yoko Ono.

### Side 1
1. イマジン - Imagine
2. クリップルド・インサイド - Crippled Inside
3. ジェラス・ガイ - Jealous Guy
4. イッツ・ソー・ハード - It's So Hard
5. 兵隊にはなりたくない - I Don't Want to Be A Soldier

### Side 2
1. 真実が欲しい - Gimme Some Truth
2. オー・マイ・ラヴ - Oh My Love
3. ハウ・ドゥ・ユー・スリープ?（眠れるかい？） - How Do You Sleep?
4. ハウ? - How?
5. オー・ヨーコ - Oh Yoko!

## クレジット
- ジョン・レノン - リード・ボーカル、アコースティック・ギター、エレクトリック・ギター、ピアノ、ハーモニカ、口笛
- クラウス・フォアマン - ベース、ダブルベース
- ジョージ・ハリスン - エレクトリック・ギター、ドブロ・ギター
- ニッキー・ホプキンス - ピアノ、エレクトリックピアノ
- アラン・ホワイト - ドラムス、ティンシャ、ビブラフォン
- ジム・ケルトナー - ドラムス
- ジム・ゴードン - ドラムス
- キング・カーティス - サクソフォン
- ジョン・バーハム - ハーモニウム、ビブラフォン
- ジョン・トゥアウト - ピアノ
- テッド・ターナー、ロッド・リントン - アコースティック・ギター
- ジョーイ・モランド、トム・エヴァンズ - アコースティック・ギター
- アンディー・クレスウェル・デイビス - アコースティック・ギター
- ロッド・リントン - アコースティック・ギター
- マイク・ピンダー - タンバリン
- スティーヴ・ブレンデル - ダブルベース、マラカス
- フィル・スペクター - バッキング・ボーカル
- The Flux Fiddlers (members of ニューヨーク・フィルハーモニック) - ストリングス